# ドッツ・ミラー
ドッツ・ミラー（John Barney "Dots" Miller, 1886年9月9日 - 1923年9月5日）は、メジャーリーグベースボールの右投右打の内野手。アメリカ合衆国ニュージャージー州カーニー出身。

## 来歴・人物
1908年6月にピッツバーグ・パイレーツに入団。その年は傘下のマイナーリーグで43試合に出場し、打率.306を記録した。
翌1909年には早くもメジャーリーグに昇格を果たし、前年までレギュラーを務めていたエド・アッバティッチオが不振に陥ったこともあり、セカンドのレギュラーを奪取。元は遊撃手だったが、当時パイレーツには後に殿堂入りを果たすホーナス・ワグナーが在籍していたため、二塁手を務めることになった。シーズンでは150試合に出場し、ともにリーグ3位となる47本の長打、87打点を記録するなど、この年のチームのワールドシリーズ制覇に大きく貢献した。また、二塁手としてリーグ最多の426補殺を記録し、当時のニューヨーク・ジャイアンツのジョン・マグロー監督にもダブルプレーの際のワグナーとのコンビネーションはリーグで最高だと言わしめるなど、守備でも大きな役割を果たした。
華々しいデビューを飾った1909年とは対照的に、1910年、ミラーは「2年目のジンクス」に苦しめられた。当時パイレーツに所属していたビル・マケシュニーや前任者のアッバティッチオも振るわなかったため、レギュラーの座は死守したものの、チームのレギュラーでは最低の打率.227に終わった。
1911年は持ち直し、137試合に出場して打率.268を残した。また守備でも、二塁手としてリーグ5位となる357補殺を記録した。
続く1912年、ミラーは一塁手としてプレイすることになる。その理由は、1910年、1911年とパイレーツが優勝出来なかった（ともにリーグ3位）のは、貧打に原因があり、特に一塁手が問題だということで、ミラーを一塁手に転向させようというものだった。また、長身であるということも転向の理由の一つになった。この年は一塁手としてリーグワースト2位の23失策を犯してしまうものの、打率.275、87打点に加え、自己最高の18盗塁を記録するなど、バットでは貧打解消に貢献した。チームも優勝はならなかったものの、2位に浮上した。
1913年もファーストのレギュラーとしてプレイし、150試合に出場。自己最多の20三塁打、7本塁打を記録するなど長打を量産し、こちらも自己最多の90打点（リーグ4位）を叩き出した。また盗塁数でも、前年の自己記録を上回る20個を残した。しかしパイレーツは低迷し、1900年以降では最低となる78勝に終わってしまった。これを受けてチームにテコ入れが行われることになり、12月12日、ミラーは5対3という大型トレードでセントルイス・カージナルスへと移籍した。
新天地で迎えた1914年のシーズンは前年以上に打撃が好調で、チーム最多の155試合に出場し、打率.290、88打点、166安打、OPS0.732を記録するなど、チームを引っ張った。また元々の本職であったとはいえ、従来のセカンド、ファーストだけでなく、60試合でショートを務めるなど、守備面での器用さを改めて印象付けた。しかしチームは9つの負け越しを記録。この年がミラーにとって初めて負け越しを経験するシーズンとなった。
1916年も引き続き内野の全ポジションを務めたが、打率.238と、1910年以来となる不振に苦しんだ。
1917年は、はじめは主にファーストを守っていたが、一塁手のジーン・ポーレットが6月に加入したため、それ以降は主にセカンドを務めた。シーズンでは148試合に出場するも打率は.248に留まり、打点も2年連続で40点台に終わるなど、完全復調とはならなかった。
1917年のシーズン終了後、当時のカージナルスのミラー・ハギンス監督がニューヨーク・ヤンキースへと移籍することになった。ミラーはこの頃、数多くのポジションをこなすことなどから、「カージナルスのキャプテン」（"Captain of the Cardinals"）と称されており、一時はミラーが後任の監督となるのでは、とも噂された。しかし実際には、ジャック・ヘンドリクスが監督に就任。ミラーは海軍に志願し、第一次世界大戦を戦うこととなった。そのため、1918年はプレイしていない。
終戦後の1919年、カージナルスに復帰。しかしこの年は打率.231に終わるなど低調で、翌1920年1月にフィラデルフィア・フィリーズへと移籍する。フィリーズ移籍後は年齢の問題もあり、レギュラー獲得とはならなかったが、貴重な内野のユーティリティプレイヤーとして2年間プレイした。
1921年のシーズン終了後、ミラーはパシフィックコーストリーグのサンフランシスコ・シールズ（San Francisco Seals）の監督に就任する。1年目の1922年にシールズをリーグ優勝へ導くなど、監督としても幸先の良いスタートを切った。
1923年のシーズン中、肺結核と診断され、直ちにカーニーへと帰郷する。同年9月6日、転地療養先のニューヨーク州サラナック・レイクで家族に看取られながら36歳で死去した。遺体はカーニーへ戻り、ノース・アーリントン・セメタリー（North Arlington Cemetery）に埋葬された。

## エピソード
- 生まれたのはニューヨークだが、生まれた直後にカーニーへと移住した。また両親はドイツ系の移民だった。
- 野球選手としてのキャリアを始める以前は、ステンドグラスの取り付けを生業にしていた。
- 1910年には、複数人とともに、バー、宴会場、ビリヤード、ボーリングといった娯楽施設を備えた宿屋をカーニーに開き、また二階と三階にはアパートを設けた。このアパートで、ミラーの甥であり、後にデトロイト・タイガースの監督を務めるジャック・タイフが生まれ育っている。
- 1909年から1911年まで二遊間のコンビを組んだワグナーとは、ともにドイツ系の出自であるということもあって、非常に親密な間柄だった。ワグナーがミラーの家を訪れることも度々あった。
- 前述の通り海軍に従軍していたが、射撃の腕前が高く評価され、軍から表彰されている。

## 愛称"Dots"の由来
1909年のスプリング・トレーニングにミラーが参加した際、とある記者がホーナス・ワグナーに、「あの新人は誰ですか？」（"Who's the new kid?"）と尋ねたところ、ワグナーは「あれはミラーだ」（"That's Miller."）と答えた。ところがワグナーの話す言葉には強い訛りがあったため、その記者は、ワグナーが「ドッツ・ミラーだ」（"Dots Miller."）と答えたものだと勘違いしてしまった。これがきっかけで、ジョン・ミラーはその後、ドッツ・ミラーとして知られるようになった、とされている。

## 年度別打撃成績
| 年 度      | 球 団      | 試 合 | 打 席 | 打 数 | 得 点 | 安 打 | 二 塁 打 | 三 塁 打 | 本 塁 打 | 塁 打 | 打 点 | 盗 塁 | 盗 塁 死 | 犠 打 | 犠 飛 | 四 球 | 敬 遠 | 死 球 | 三 振 | 併 殺 打 | 打 率 | 出 塁 率 | 長 打 率 | O P S |
| ---------- | ---------- | ----- | ----- | ----- | ----- | ----- | -------- | -------- | -------- | ----- | ----- | ----- | -------- | ----- | ----- | ----- | ----- | ----- | ----- | -------- | ----- | -------- | -------- | ----- |
| 1909       | PIT        | 151   | 631   | 560   | 71    | 156   | 31       | 13       | 3        | 222   | 87    | 14    | -        | 29    | -     | 39    | -     | 3     | -     | -        | .279  | .329     | .396     | .725  |
| 1910       | PIT        | 120   | 504   | 444   | 45    | 101   | 13       | 10       | 1        | 137   | 48    | 11    | -        | 25    | -     | 33    | -     | 2     | 41    | -        | .227  | .284     | .309     | .592  |
| 1911       | PIT        | 137   | 556   | 470   | 82    | 126   | 17       | 8        | 6        | 177   | 78    | 17    | -        | 28    | -     | 51    | -     | 7     | 48    | -        | .268  | .348     | .377     | .725  |
| 1912       | PIT        | 148   | 628   | 567   | 74    | 156   | 33       | 12       | 4        | 225   | 87    | 18    | -        | 20    | -     | 37    | -     | 4     | 45    | -        | .275  | .324     | .397     | .721  |
| 1913       | PIT        | 154   | 643   | 580   | 75    | 158   | 24       | 20       | 7        | 243   | 90    | 20    | 13       | 25    | -     | 37    | -     | 1     | 52    | -        | .272  | .317     | .419     | .736  |
| 1914       | STL        | 155   | 634   | 573   | 67    | 166   | 27       | 10       | 4        | 225   | 88    | 16    | -        | 18    | -     | 34    | -     | 9     | 52    | -        | .290  | .339     | .393     | .732  |
| 1915       | STL        | 125   | 626   | 553   | 73    | 146   | 17       | 10       | 2        | 189   | 72    | 27    | 19       | 24    | -     | 43    | -     | 6     | 48    | -        | .264  | .324     | .342     | .666  |
| 1916       | STL        | 143   | 560   | 505   | 47    | 120   | 22       | 7        | 1        | 159   | 46    | 18    | 0        | 10    | -     | 40    | -     | 5     | 49    | -        | .238  | .300     | .315     | .615  |
| 1917       | STL        | 148   | 598   | 544   | 61    | 135   | 15       | 9        | 2        | 174   | 45    | 14    | -        | 18    | -     | 33    | -     | 3     | 52    | -        | .248  | .295     | .320     | .615  |
| 1919       | STL        | 101   | 378   | 346   | 38    | 80    | 10       | 4        | 1        | 101   | 24    | 6     | -        | 16    | -     | 13    | -     | 3     | 23    | -        | .231  | .265     | .292     | .557  |
| 1920       | PHI        | 98    | 375   | 343   | 41    | 87    | 12       | 2        | 1        | 106   | 27    | 13    | 6        | 15    | -     | 16    | -     | 1     | 17    | -        | .254  | .289     | .309     | .598  |
| 1921       | PHI        | 84    | 343   | 320   | 37    | 95    | 11       | 3        | 0        | 112   | 23    | 3     | 5        | 7     | -     | 15    | -     | 1     | 27    | -        | .297  | .330     | .350     | .680  |
| 通算：12年 | 通算：12年 | 1589  | 6476  | 5805  | 711   | 1526  | 232      | 108      | 32       | 2070  | 715   | 177   | 43       | 235   | 0     | 391   | 0     | 45    | 454   | 0        | .262  | .314     | .357     | .671  |